# ورسنیک
ورسنیک (به چکی: Vřesník) یک منطقهٔ مسکونی در جمهوری چک است که در شهرستان ییچین واقع شده‌است.